# ベイクオフ・ジャパン
ベイクオフ・ジャパン（Bake Off JAPAN）は、Amazon Prime Videoで配信される料理コンテスト番組。
2010年からイギリスで放送されている人気番組「ブリティッシュ ベイクオフ（The Great British Bake Off）」の日本でのリメイク版。2022年4月22日より配信されている。

## 概要
- 事前オーディションで選考されたアマチュア料理家（番組内では「ベイカー」（Baker）と呼ばれる）たちが、与えられるテーマに沿ってケーキや焼き菓子、パン、デザートなどの出来栄えを競い合う番組。
- 各ベイカーにはそれぞれに調理台が用意され、オーブンが2台設置されている。
- 司会進行と審査員は、調理過程を見ながら、直接ベイカーとも会話する。
- 特にベイカー同士の会話や器具の貸し借りなどの制限はない。

### チャレンジ
- 各チャレンジには制限時間が設けられ、時間内に作業をすべて終わらせなければならない。
- チャレンジ毎に主な順位と評価、エピソード毎に優秀者（スターベイカー）1名と敗退者（帰宅者）1名が決まる。

1.オリジナルチャレンジ
基本となるテーマを自身が得意なレシピで作成し競う。
2.テクニカルチャレンジ
番組側が事前に用意した材料と基本レシピから忠実な再現力を競う。誰の完成品か分からないよう審査員は事前に退席する。
3.ショーストッパーチャレンジ
技術とアイディア、デザインなどの総合力を競う。

## 司会進行
- 坂井真紀[1]
※シーズン1,エピソード3収録時はショーストッパーのみ参加。
- 工藤阿須加

## 審査員

### 第1シーズン
- 鎧塚俊彦 - パティシエ。「Toshi Yoroizuka」オーナーシェフ。
- 石川芳美 - パン職人。「メゾン・ランドゥメンヌ」代表。

## 出場者とテーマ

### 第1シーズン
| 出場者    | 職業                 | 性別 |  |  |  |  |  |  |  |  |
| Aika      | インフルエンサー     | 女性 |  |  |  |  |  |  |  |  |
| Kohei     | 会社員               | 男性 |  |  |  |  |  |  |  |  |
| Satoru    | 大学生               | 男性 |  |  |  |  |  |  |  |  |
| Toshiharu | ミュージシャン       | 男性 |  |  |  |  |  |  |  |  |
| Yuri      | ジュエリーデザイナー | 女性 |  |  |  |  |  |  |  |  |
| Nobuo     | 主夫                 | 男性 |  |  |  |  |  |  |  |  |
| Yui       | 大学生               | 男性 |  |  |  |  |  |  |  |  |
| Mina      | 主婦・家庭教師       | 女性 |  |  |  |  |  |  |  |  |
| Yumiko    | 秘書                 | 女性 |  |  |  |  |  |  |  |  |
| Rina      | 主婦                 | 女性 |  |  |  |  |  |  |  |  |

| 配信開始日     | エピソードテーマ                                       | チャレンジ | テーマ                             | 条件 | 制限時間  |
| -------------- | ------------------------------------------------------ | ---------- | ---------------------------------- | --- | --------- |
| 2022年 4月22日 | エピソード1 「ケーキ」ウィーク                         | 1          | ロールケーキ                       | 長さが20cm以上、フィリングかデコレーションに必ずフルーツを使用する                                                                    | 2時間     |
| 2022年 4月22日 | エピソード1 「ケーキ」ウィーク                         | 2          | スフレチーズケーキ                 | 大きさ、高さ、焼き色等が同じものを6個作る                                                                                             | 2時間30分 |
| 2022年 4月22日 | エピソード1 「ケーキ」ウィーク                         | 3          | セレブレーションケーキ             | 直径、高さともに20cm以上で、2段以上に積み上げたものを作る                                                                             | 3時間30分 |
| 2022年 4月22日 | エピソード2 「ペストリー」ウィーク                     | 1          | セイボリーパイ（惣菜パイ）         | フィリングは自由。パイ生地は折りパイでも練りパイでも可                                                                                |           |
| 2022年 4月22日 | エピソード2 「ペストリー」ウィーク                     | 2          | レモンメレンゲタルト               | レシピ通りの飾りつけも含め、同じものを6個作る                                                                                         |           |
| 2022年 4月22日 | エピソード2 「ペストリー」ウィーク                     | 3          | シュー生地                         | 直径25cm以上であれば、大きく焼いたシュー生地を積み重ねたものでも、クロカンブッシュでも可                                              |           |
| 2022年 4月22日 | エピソード3 「ブレッド」ウィーク                       | 1          | フォカッチャ（フォカッチャアート） | 直径25cm以上のフォカッチャに野菜やハーブで絵を描くこと                                                                                | 2時間     |
| 2022年 4月22日 | エピソード3 「ブレッド」ウィーク                       | 2          | バルカ                             | チョコレートクリームがマーブル状に折り込まれていること                                                                                | 2時間30分 |
| 2022年 4月22日 | エピソード3 「ブレッド」ウィーク                       | 3          | パンデコレ（パンのデコレーション） | 直径25cm以上で、3つ以上のテクニックを用いてデコレーションを施すこと                                                                   | 3時間     |
| 2022年 4月22日 | エピソード4 「チョコレート」ウィーク                   | 1          | チョコレートバー                   | 2種類のフレーバーとデザインを各4個、計8個作る                                                                                         | 2時間     |
| 2022年 4月22日 | エピソード4 「チョコレート」ウィーク                   | 2          | オペラ                             | コーヒーシロップを浸み込ませたジョコンド生地とコーヒー味のバタークリーム、ガナッシュクリームで9層を作り、天面にグラサージュを施すこと | 2時間30分 |
| 2022年 4月22日 | エピソード4 「チョコレート」ウィーク                   | 3          | チョコレートケーキ                 | 直径18cm以上で、2つ以上のチョコレートデコレーションを施すこと                                                                         | 3時間30分 |
| 2022年 4月29日 | エピソード5 「ブリティッシュ」ウィーク                 | 1          | バッテンバーグケーキ               | 断面がチェック（市松模様）のパターンになっており、長さ21cm、断面の直径12cm以上であること。表面をマジパンで巻くこと                    | 2時間30分 |
| 2022年 4月29日 | エピソード5 「ブリティッシュ」ウィーク                 | 2          | チェルシーバンズ                   | ドライフルーツとシナモンシュガーを巻き込み、21cmのセルクルで焼き上げること                                                            | 2時間30分 |
| 2022年 4月29日 | エピソード5 「ブリティッシュ」ウィーク                 | 3          | アフタヌーンティーセット           | サンドイッチ、スコーン、スイーツで3段のアフタヌーンティーセットを作る                                                                 | 4時間30分 |
| 2022年 4月29日 | エピソード6 「デザート」ウィーク                       | 1          | ミラーグレーズ・ムースケーキ       | 内側は2層以上とし、表面にグラサージュを施すこと。2種類を3個ずつ、計6個をつくる                                                        | 3時間     |
| 2022年 4月29日 | エピソード6 「デザート」ウィーク                       | 2          | ババ・オ・ラム                     | ブリオッシュをラム酒のシロップに漬け込み、クリームシャンティと皮なしピスタチオで飾ったものを6個つくる（参考：サバラン）               | 2時間30分 |
| 2022年 4月29日 | エピソード6 「デザート」ウィーク                       | 3          | 3Dゼリーアートケーキ               | 直径20cm以上。最上部に透明なゼリー層をつくり、その中に立体的で芸術的な装飾を施すこと                                                  | 3時間     |
| 2022年 4月29日 | エピソード7 「パティスリー」ウィーク（セミファイナル） | 1          | エクレア                           | 3種類各4個計12個のエクレアを作る | 2時間30分 |
| 2022年 4月29日 | エピソード7 「パティスリー」ウィーク（セミファイナル） | 2          | モンブラン                         | 直径7cmのモンブランケーキを6個作る | 1時間45分 |
| 2022年 4月29日 | エピソード7 「パティスリー」ウィーク（セミファイナル） | 3          | マカロンケーキ                     | 直径15cm以上で3段重ねのマカロンケーキを作る                                                                                           | 3時間     |
| 2022年 4月29日 | エピソード8 「ファイナル」ウィーク                     | 1          | ストロベリーショートケーキ         | 直径・高さは8cm以上で、3層からなるストロベリーショートケーキを6個作ること                                                             | 3時間     |
| 2022年 4月29日 | エピソード8 「ファイナル」ウィーク                     | 2          | ヴィーガン・メロンパン             | 卵・乳製品など動物性食材は使用不可（植物性や代替品を使用すること）で、3種類各3個の計9個を作ること                                     | 3時間     |
| 2022年 4月29日 | エピソード8 「ファイナル」ウィーク                     | 3          | ジャパニーズウェディングケーキ     | ケーキの土台の部分は25cm以上、高さは30cm以上。色・味・形などは自由。                                                                  | 5時間     |

## 撮影場所
- 那須ファームヴィレッジ（栃木県大田原市）